# Аллофон
Аллофо́н (греч. άλλος другой и φωνή звук) — реализация фонемы, её вариант, обусловленный конкретным фонетическим окружением. Совокупность всех возможных позиций, в которых встречаются аллофоны одной фонемы, называется дистрибуцией фонемы. Носители языка хорошо распознают фонемы, то есть смыслоразличительные единицы языка, и не всегда в состоянии распознать отдельные аллофоны одной фонемы. Фонемы в сознании говорящих обычно представлены основными аллофонами.
Основно́й аллофо́н — такой аллофон, свойства которого минимально зависят от позиции и фонетического окружения.
Основными аллофонами в русском языке считаются:
- гласные в изолированном произнесении;
- твёрдые согласные перед ударным [а];
- мягкие согласные перед ударным [и].

Основные аллофоны обычно реализуются в сильной позиции звука. Сильная позиция — это позиция, в которой возможно максимальное количество фонем данного типа. В русском языке для гласных сильной позицией является положение под ударением, для согласных — перед гласным непереднего ряда.

## Комбинаторные и позиционные аллофоны
Различаются комбинаторные и позиционные аллофоны.
Комбинато́рные аллофо́ны — реализации фонем, связанные с коартикуляцией под влиянием фонетического окружения звуков.
Примерами комбинаторных аллофонов в русском языке могут служить:
- продвинутые вперед гласные заднего ряда [а], [о], [у] после мягких согласных («пять», «тётя», «люди»);
- лабиализованные (огубленные) согласные перед гласными [о], [у];
- звонкие аффрикаты [дз], [д’ж'] на месте [ц], [ч] перед звонкими шумными («плацдарм», «ночь бы»).

Комбинаторными аллофонами также считаются назализованные гласные перед носовыми [n], [m], [ŋ] в английском языке. В некоторых языках мира комбинаторные признаки (например, назализация) могут распространяться на несколько слогов.
Позицио́нные аллофо́ны — реализации фонем, связанные с их фонетической позицией в слове или слоге.
Под фонетической позицией принято понимать:
- положение звука по отношению к абсолютному началу слова (после паузы);
- положение звука по отношению к абсолютному концу слова (перед паузой);
- положение звука по отношению к ударению.

Позиционными аллофонами гласных [а], [о] в русском языке считаются гласные [ъ], [ʌ] в безударных слогах.

## Обязательные и свободные аллофоны
В зависимости от степени предсказуемости реализации аллофоны подразделяются на обязательные, то есть реализуемые в соответствии с правилами грамматики языка, и свободные, то есть реализуемые в соответствии с предпочтениями говорящих.
Обязательные аллофоны одной фонемы находятся в отношениях дополнительной дистрибуции, когда два разных аллофона одной фонемы не могут существовать в одной позиции. В русском языке в отношениях дополнительной дистрибуции находятся огубленные и неогубленные согласные: огубленные согласные возможны только перед огубленными гласными [о], [у], а неогубленные согласные произносятся во всех остальных случаях. Произнесение такого аллофона в иной позиции воспринимается носителями языка как неестественное звучание или иностранный акцент.
Свободными аллофонами могут считаться как широко распространенные в различных социальных и диалектных группах факультативные варианты фонем (например, щелевой /г/ или твёрдый /щ/ в отдельных русских говорах), так и индивидуальные варианты фонем, составляющие особенности произношения отдельных говорящих (например, неслоговой [w] на месте дрожащего [р] в русском языке).

## Примеры из разных языков
В современном испанском языке согласные звуки [д], [г], [б] имеют ослабленные леницией позиционные аллофоны в положении между гласными. В некоторых говорах, например, в испанском языке Кубы и других стран Карибского региона, межзубный аллофон «Д» (в английском он может произноситься или глухо, или звонко и обозначается одним диграфом ⟨th⟩, а в МФА для обозначения глухого варианта есть символ [θ], а для звонкого — [ð]) между гласными вообще превращается в ноль звука: enamorado > enamoradho > enamorao ‘влюблённый’. В данном конкретном примере замена звука -d- на межзубный -dh- или -ноль звука- не несёт никаких семантических или грамматических изменений значения слова, кроме разве что по ним можно судить (и то не всегда) о происхождении и/или уровне образования говорящего. Примечательно, что в том же испанском звуки -r- и -rr- не являются аллофонами, а представляют собой разные фонемы: pero ‘но’ и perro ‘пёс’.